# Domecelle (Río)
Domecelle es un lugar situado en la parroquia de Río, del municipio español de Río, en la provincia de Orense, Galicia.

## Demografía
| Gráfica de evolución demográfica de Domecelle entre 2000 y 2023 |
|                                                                 |
| Datos según el nomenclátor publicado por el INE.                |

## Patrimonio
Domecelle posee una ermita dedicada a San Antonio, su patrón. El 13 de junio se celebra la fiesta en su honor.